# Donald deAvila Jackson
Donald deAvila Jackson, conocido como Don D. Jackson (Oakland, California, 1920-Foster City, CA, 1968) fue considerado uno de los diez primeros psiquiatras estadounidenses, a finales de 1960. Formó parte del Mental Research Institute (MRI), centro de los avances de la ciencia de la comunicación humana. Además formó parte de la Escuela de Palo Alto o Escuela Invisible, y fue su primer director.

## Aportes
De 1947 a 1951 estudió con el neo-freudiano Harry Stack Sullivan.
El aporte que Don Jackson dejó en la comunicación, es la “Terapia familiar sistémica”, en la que ayuda a entender la diferencia entre una familia normal y una familia patológica. 
Por un lado, la familia normal, es aquella familia de sangre, la que está vinculada a uno biológicamente, a la que el destino no puso en su camino al azar. Por otro lado, la familia patológica son aquellas personas que han influido en tu vida, las que por uno u otro motivo han estado contigo en los buenos y malos momentos. 
La propuesta de Jackson es el término de “familia directa” no se basa únicamente en padres y hermanos, sino que sea más amplio y abarque tíos, primos y aquellas personas que “no son familia” pero que han estado en la vida de la persona en fases claves como la infancia o niñez.
Ejemplo:
- La niñera de un chico, forma parte de su familia porque ella ha estado junto a él en cada momento de su vida, en momentos claves; como cuando aprendió a hablar, caminar o comer. Esta interacción diaria hace que ambos se miren no como unos extraños, sino como parte su familia.
"Padres, niños, otros parientes significativos como abuelos y tías o tíos, y otra gente significativa no relativa, con el dependiente de selección sobre relaciones y no necesariamente sobre lazos (corbatas) de sangre.”, dice Jackson acerca de la conformación de la familia. 
El propósito de Don Jackson es que la gente ponga en primer plano las interacciones entre las personas y que sean estas las que definan en realidad el concepto de familia (homeostasis familiar). Jackson alega que aquellas vivencias ocurridas en el pasada también pueden determinar nuestros en el presente “La tendencia a vivir el presente desde el punto del vista del pasado es tan constante, firme e impresionante como los latidos del corazón” 
Periodísticamente, esta teoría, Terapia Familiar Sistemática, ayuda a la mejor realización de trabajos como reportajes. Facilita el mejor entendimiento de lo que las personas nos comunican. Además nos ayuda al momento de redactar, pues al conocer esta teoría podemos usar ciertos términos para referirnos a situaciones comunes. Términos como, familia patológica, homeostasis familiar, entre otros.
En la comunicación en general, brinda una ayuda para conocer mejor la perspectiva que tienen las personas sobre otras. Ayudando así, a ampliar el conocimiento que se tiene acerca de los pensamientos, actitudes de la sociedad.

## Algunas publicaciones
- Jackson, D. (Ed.). 1960. The etiology of schizophrenia. NY, Basic Books. (edición en español: Etiología de la esquizofrenia. Amorrortu editores, 1980.
- Jackson, D. 1964. Myths of Madness: New Facts for Old Fallacies. NY, MacMillian Pub. Co.
- Haas, A. & Jackson, D. 1967. Bulls, Bears & Dr. Freud. Mountain View, CA: World Pub.
- Watzlawick, P., Beavin, J., Jackson, D. 1967. Pragmatics of Human Communication: A Study of Interactional Patterns, Pathologies & Paradoxes. NY: W.W. Norton. También se publica en Berna, Suiza. Hans Huber, Pub., 1969
- Jackson, D. (Ed.). 1968a. Communication, Family & Marriage. Human communication, vol. 1. Palo Alto, CA: Science & Behavior Books
- Jackson, D. (Ed.). 1968b. Therapy, Communication & Change. Human communication, vol. 2. Palo Alto, CA: Science & Behavior Books. Lederer, W. & Jackson, D. (1968). Mirages of Marriage. NY: W.W. Norton & Co.

## Aportes

### Homeostasia familiar
Este término fue un aporte de Don Jackson integrante de la Escuela de Palo Alto.
La homeostasia familiar parte de un concepto sistémico como lo es la “homeostasis” que es la tendencia natural de los sistemas a adaptarse a las condiciones internas o del entorno. En palabras más fáciles es el equilibrio que trata de buscar cualquier sistema, en este caso la familia.
Partiendo de la premisa de que un sistema es un conjunto de objetos y de sus relaciones entre esos objetos y sus propiedades. Jackson aplica sus conocimientos de terapeuta llevando a este concepto a relacionarse con la familia y plantea a esta como un sistema gobernado por reglas en las que sus integrantes actúan de una manera organizada constituyendo uno de los principios de la vida en familia. De esta manera se puede decir que la familia es un sistema.
Cuando un mensaje proveniente del exterior amenaza con poner el peligro, destruir el balance y la organización de la estructura familiar, es ahí cuando aparece la capacidad homeostática de la familia. Pero no necesariamente tiene que ser un mensaje del exterior también lo puede hacer internamente un miembro de la familia.
Pero la homeostasis no solo se queda en buscar el equilibrio simplemente, va más allá porque sería ilógico pensar que este sistema se quede siempre igual y no se adapte a las condiciones del entorno, es decir no evolucionar. La homeostasis no es solo equilibrio es también en ciertos casos evolución. El sistema familiar desde el punto de vista sistémico está en constante cambio al igual que el entorno. Es una entidad que recibe y envía mensaje constantemente.
Homeostasis familiar permite poner de relieve precisamente las interacciones que ocurren entre el sistema familiar y el entorno.
Por dar un ejemplo aplicado a una familia de televisión como por ejemplo “Los Simpson” en un capítulo en el cual la familia aceptaba a un amigo gay de Marge, pero Homero no lo aceptaba. En ese caso en concreto, la homeostasis entra en juego cuando la familia intentaba hacer entender a su padre de que no había nada de malo en que se diese esa situación. De ahí en particular, este sistema que se vio afectada por un factor externo como el amigo gay y uno interno como el desapruebo de Homero. El sistema familiar evolucionó, haciendo que al final del capítulo Homero acepte a este amigo nuevo y convirtiendo a este familia en un sistema evolucionado, defensor y partidario de los derechos de los homosexuales. 
Otro ejemplo podría ser la aparición de una enfermedad en uno de los miembros del sistema, como la catatonia en una joven en etapa adolescente , requiere de una reorganización del funcionamiento interno de dicho sistema familiar, homoestasia.